# Cochirapha rugipes
Cochirapha rugipes is een hooiwagen uit de familie Zalmoxioidae.